# 迪克·加勒德
迪克·加勒德（英語：Dick Garrard，1911年1月21日—2003年3月3日），澳大利亚男子摔跤运动员。他曾代表澳大利亚参加1936年、1948年和1952年夏季奥林匹克运动会摔跤比赛，其中1948年奥运会获得一枚银牌。